# VMM-161
161ème Escadron d'hélicoptère de transport (USMC)
Le Marine Medium Tiltrotor Squadron 161 (ou VMM-161) est un escadron d'hélicoptère  à rotors basculants MV-22 Osprey du Corps des Marines des États-Unis. L'escadron, connu sous le nom de "Greyhawks" est stationné à la Marine Corps Air Station Miramar en Californie et fait partie du Marine Aircraft Group 16 (MAG-16) et de la 3rd Marine Aircraft Wing (3rd MAW).

## Mission
Le VMM-161 fournit un soutien d'assaut aux troupes de combat, des fournitures et l'équipement pendant les opérations amphibies et les opérations ultérieures à terre. De manière routinière, les escadrons VMM fournissent la base d'un élément de combat aérien (ACE) de n'importe quelle mission de la Force tactique terrestre et aérienne des Marines (MAGTF) qui peut inclure des tâches de soutien d'assaut conventionnel et des opérations spéciales ainsi que la récupération de personnel  ou l'évacuation de non-combattants.

## Historique

### Origine

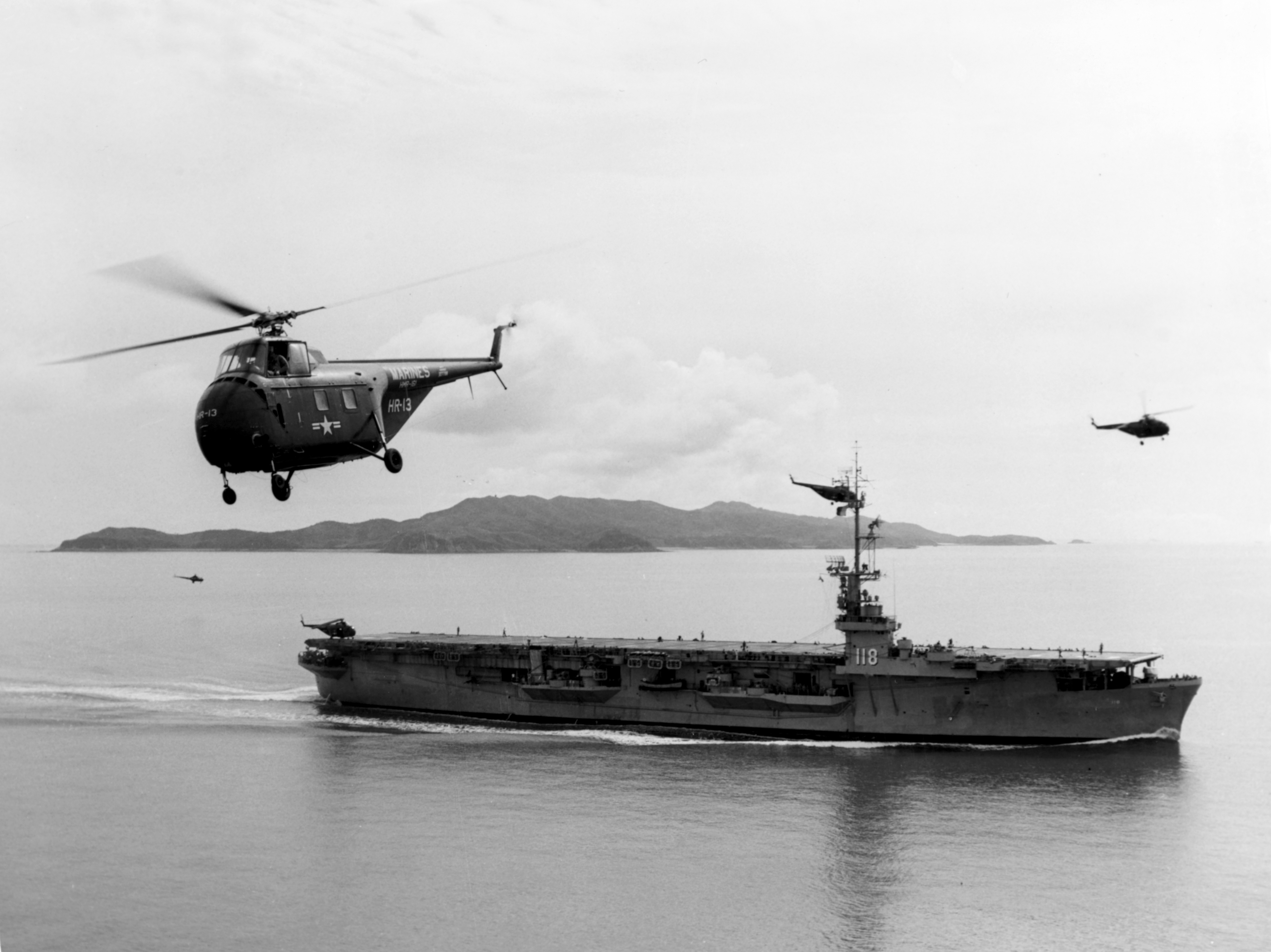
Sikorsky HRS-1 du HMR-161 et USS Silicy en 1592

L'escadron a été mis en service le 15 janvier 1951 à la Marine Corps Air Station El Toro, en Californie, sous le nom de Marine Helicopter Transport Squadron 161 (HMR-161), Air Fleet Marine Force Pacific. L'escadron a déménagé un mois plus tard au Marine Corps Air Facility Santa Ana, en Californie, pour s'entraîner sur son nouvel hélicoptère, le HRS-1 Chickasaw. À l'exception du commandant, le lieutenant-colonel George Herring, la plupart des pilotes de l'escadron avaient piloté des chasseurs pendant la Seconde Guerre mondiale. En août 1951, l'escadron s'est déployé en Corée du Sud et attaché à la 1st Marine Aircraft Wing (1st MAW).
Le HMR-161 a été renommé Marine Helicopter Transport Squadron (Light) 161 (HMR(L)-161) et affecté au MAG 13' du 1st MAW le 31 décembre 1956. En mai 1960, l'escadron reçoit le nouveau H-34 Seahorse.
Le 1er février 1962, l'unité a de nouveau été renommée Marine Medium Helicopter Squadron 161 (HMM-161), au MAG 13 et à la 1re brigade expéditionnaire des Marines. Il a pris son nom définitif de Marine Medium Tiltrotor Squadron 161 (VMM-161) en décembre 2009 et prend en main le V-22 Osprey.

### Opérations

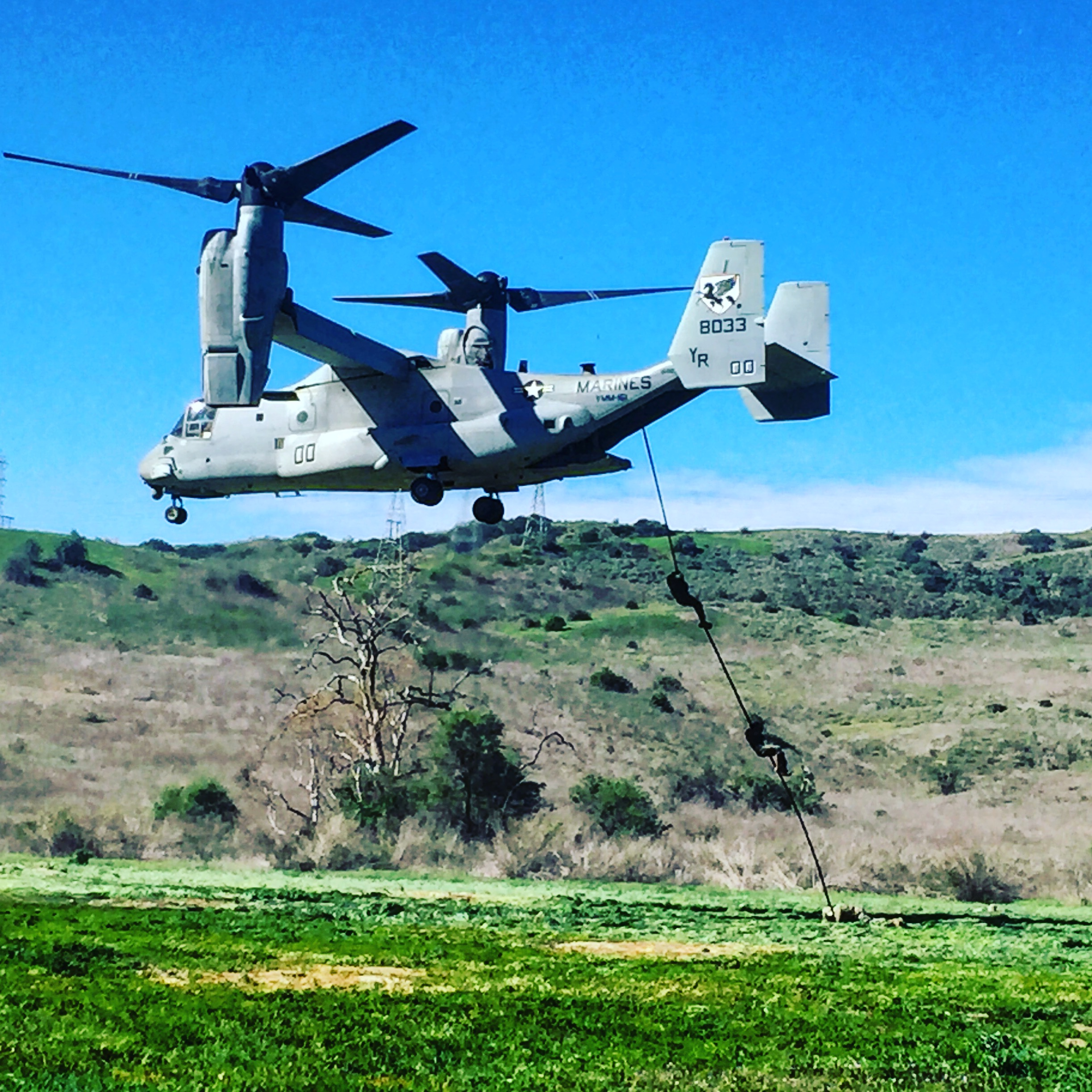
MV-22B Osprey du VMM-161 en 2016

- Guerre de Corée : Il participe à la défense de la Zone coréenne démilitarisée (1953-55).
- Projet Shad à Pearl Harbor (1963).
- Guerre du Vietnam : Operation Prairie (en) (1966-67).
- Guerre du Golfe : Opération Bouclier du désert (1990) et Opération Tempête du désert (1991)
- Guerre contre le terrorisme : Opération Enduring Freedom...